# Sommerschafweide am Pfaffenburren
Die Sommerschafweide am Pfaffenburren ist ein vom Landratsamt Münsingen am 31. Mai 1955 durch Verordnung ausgewiesenes Landschaftsschutzgebiet auf dem Gebiet der Stadt Münsingen im Landkreis Reutlingen in Baden-Württemberg.

## Lage und Beschreibung
Das 8,9 Hektar große Landschaftsschutzgebiet besteht aus zwei Teilgebieten und liegt etwa 1,3 km westlich des Münsinger Stadtteils Gundelfingen in den Gewannen Golter und Pfaffenburren. Es gehört zum Naturraum Mittlere Flächenalb.
Geologisch stehen Formationen der Unteren Massenkalke des Oberjuras an.
Das Landschaftsschutzgebiet ist infolge der Nutzungsaufgabe heute weitgehend durch Sukzession oder Aufforstung bewaldet. Randlich sind noch Relikte einstiger Wacholderheiden-Vegetation vorhanden. Im Norden schließt die offene Feldflur an.